# جون إنديكوت
جون إنديكوت (بالإنجليزية: John Endecott)‏ ‏(1600 - 1664) هو أحد الآباء المؤسسين لمستعمرة نيو إنغلاند، وكان صاحب أطول فترة كحاكم لمستعمرة خليج ماساتشوستس التي أصبحت كومنولث ماساتشوستس. خدم ستة عشر عامًا. وفي غير فترة ولايته، شغل مناصب أخرى بالانتخاب والتعيين من عام ١٦٢٨ حتى عام ١٦٦٥، باستثناء عام ١٦٣٤.